# Jürgen Happe
Jürgen Happe (* 1952 in Bremen) ist ein deutscher Musiker.

## Werdegang
Er studierte ab 1974 klassische Gitarre am Konservatorium der Freien Hansestadt Bremen bei Christian Kaiser und 1977 am Konservatorium der Stadt Wien (KONS) bei Robert Brojer. 1978 wechselte er an die Hochschule für Musik und darstellende Kunst in Wien und machte dort 1983 seine künstlerische Reifeprüfung bei Karl Scheit.
Neben Konzerttätigkeiten, CD- und Rundfunkproduktionen unterrichtet Happe seit 1983 Gitarre an der Universität Hildesheim und seit 1986 an der Hochschule für Musik, Theater und Medien Hannover.
2004 veröffentlichte er eine neuartige Gitarrenfassung und CD-Einspielung der sechs Cellosuiten von Johann Sebastian Bach. Von 2006 bis 2013 musizierte er in dem von ihm mitbegründetem Trio FeelHarmonica.
Durch eine 2006 beginnende fokale Dystonie (Musikerkrampf) in der rechten Hand musste er das aktive Gitarrenspiel schließlich aufgeben und konzentriert sich seither auf seine Unterrichtstätigkeiten.

## Diskografie (Auszug)
- J.S. Bach: Violin- und Lautentranskriptionen
- L. Brouwer, M. Ravel, H. Villa-Lobos u. a.: Moderne und traditionelle Gitarrenmusik des 20. Jahrhunderts
- J.S. Bach: Sechs Suiten für Violoncello